# 니콜라 피사노
니콜라 피사노(이탈리아어: Nicola Pisano, 1220/1225년경~1284년경)는 고전 로마 조각 양식으로 잘 알려진 이탈리아의 조각가이다. 피사노는 종종 근대 조각의 창시자로 평가되기도 한다. 니콜로 피사노(Niccolò Pisano), 니콜라 데 아풀리아(Nicola de Apulia), 또는 니콜라 피사누스(Nicola Pisanus)로도 불린다.

## 초기 생애
그의 출생 연도와 출신지는 확실하지 않으나 시에나 대성당의 기록에 따르면 “페트루스 데 아풀리아(Petrus de Apulia)”의 아들로서 아풀리아에서 태어난 것으로 보인다. 니콜라 피사노는 아마도 황제 프리드리히 2세의 지방 공방에서 수련을 받았고, 그의 대관식에도 참석한 것으로 보인다. 이곳에서 그는 고전적 전통과 기독교 전통을 결합하면서 기존 표현에 더 많은 움직임과 감정을 부여하는 법을 배웠다. 이 시기의 유일하게 남은 그의 작품은 부드러운 명암 대비 효과를 준 그리핀 머리 두 점이다.
약 1245년 그는 토스카나로 이주해 프라토 성에서 작업했다. 이 성의 문에 있는 사자 조각들이 그의 작품일 가능성이 있다. 엘바섬의 단단한 석재로 조각된 ‘젊은 소녀의 머리’(현재 로마 베네치아 궁전 박물관 소장)도 같은 시기의 작품으로 피사노의 손으로 여겨진다.

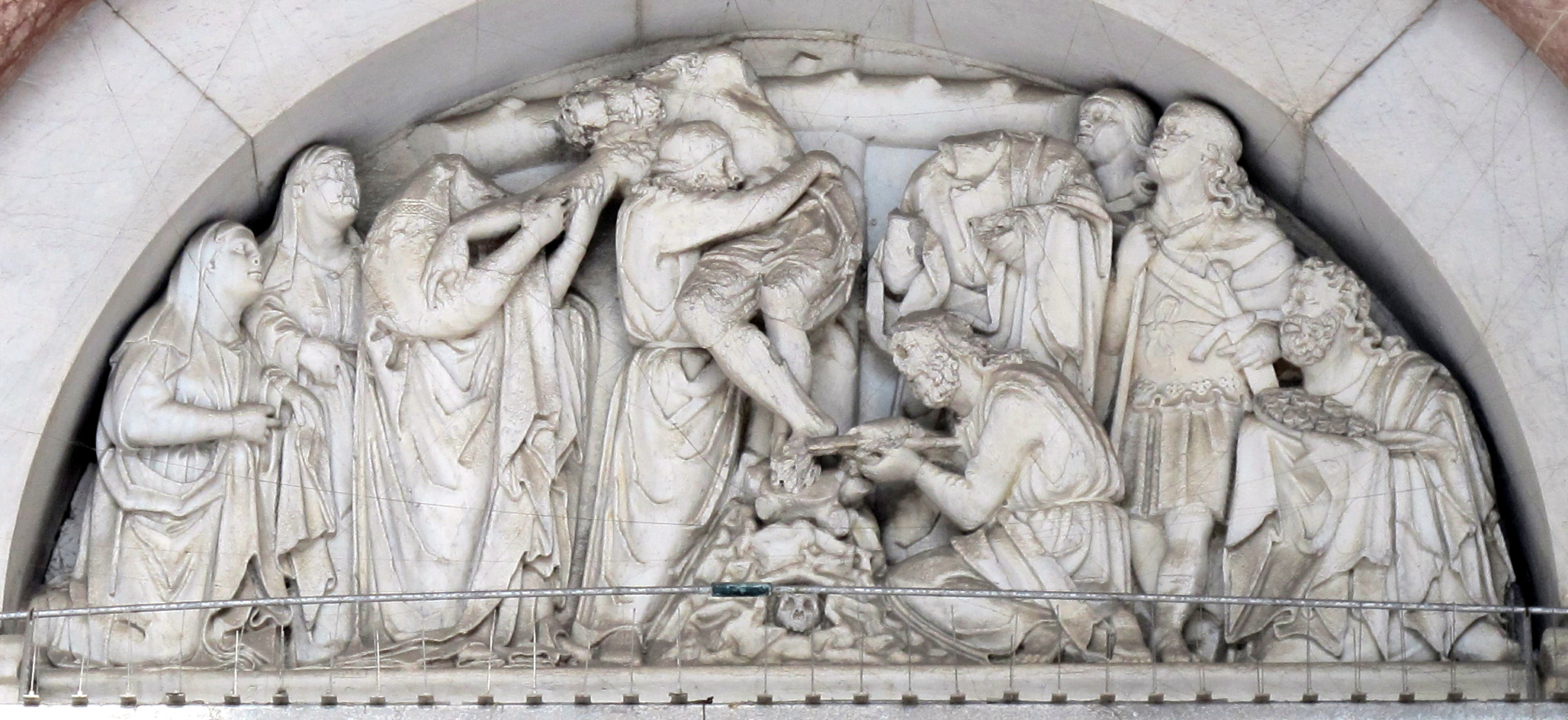
성 마르틴 대성당의 팀파눔에 조각된 ‘십자가에서 내려지는 예수’

그는 루카로 이주해 성 마르틴 대성당의 정면부에서 작업하여 북쪽 팀파눔에 있는 ‘십자가에서 내려지는 예수’ 부조와 문설주의 ‘성탄’과 ‘동방박사의 경배’ 부조를 완성했다.

## 피사 세례당의 설교단

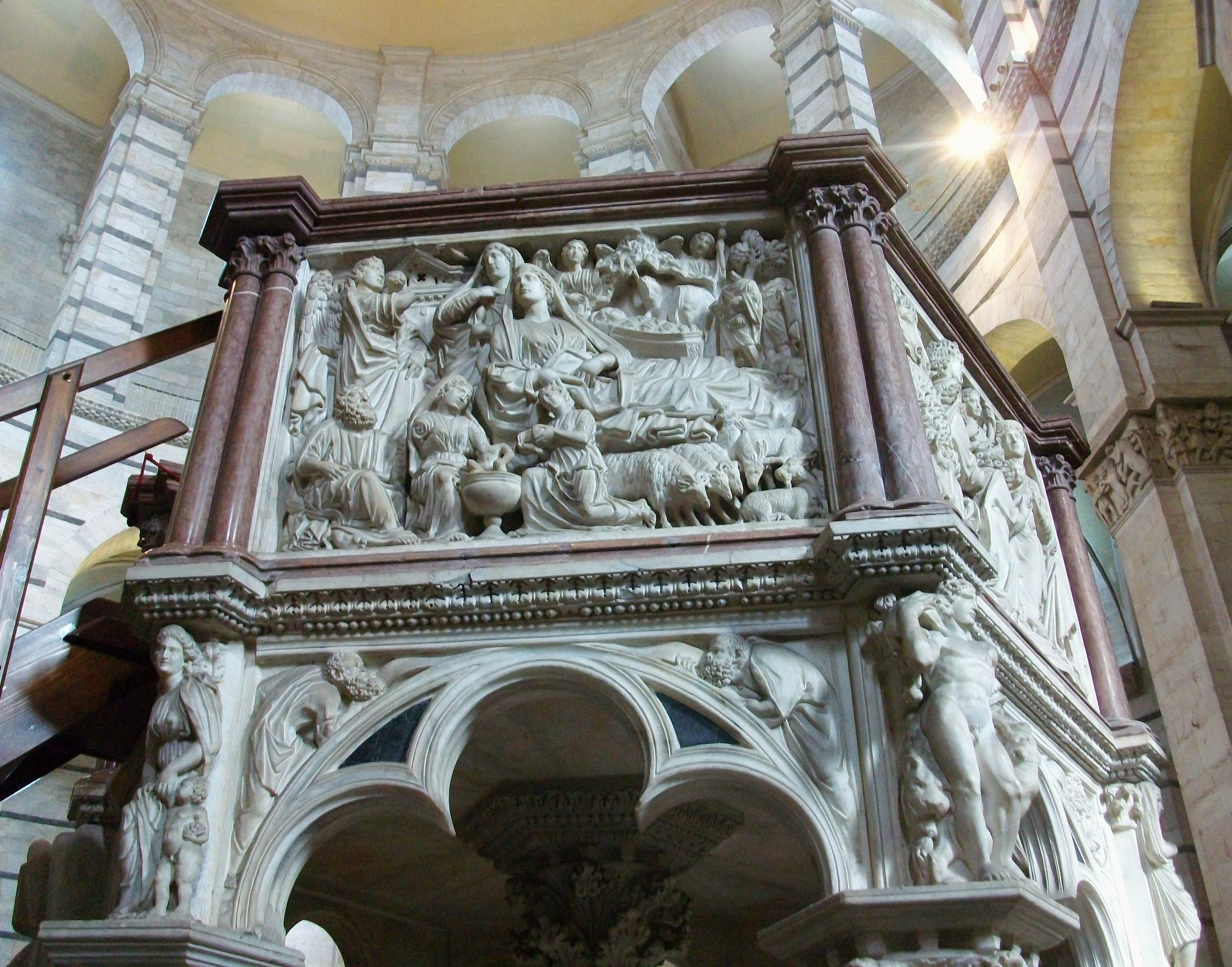
산 조반니 세례당에 있는 피사노가 1260년에 완성한 설교단(세부): 목자들에게 전하는 수태고지

그는 1245년에서 1250년 사이에 피사로 이주하였고, 그곳에서 그의 아들 조반니 피사노가 태어났다. 약 1255년 그는 피사 세례당의 설교단 제작을 의뢰받았다. 이 작품은 1260년에 완성되었고, 그는 ‘Nicola Pisanus’라는 서명을 남겼다. 이 작업에는 아르놀포 디 캄비오와 라포 디 리체부토(Lapo di Ricevuto) 등 여러 조수들이 함께했다.
이 설교단은 그의 대표작 중 하나로 평가되며, 프랑스 고딕 양식과 고대 로마 양식을 융합하는 데 성공했다. 이는 남이탈리아에서 습득했거나 피사의 캄포산토에 있는 고대 로마 석관(예: 파이드라 석관, 칼리돈의 멧돼지를 사냥하는 멜레아그로스가 새겨진 석관 등)에서 보았던 양식일 가능성이 크다. 조르조 바사리는 니콜라 피사노가 로마 유물과 아우구스투스 시대의 조각을 끊임없이 연구했다고 전한다.

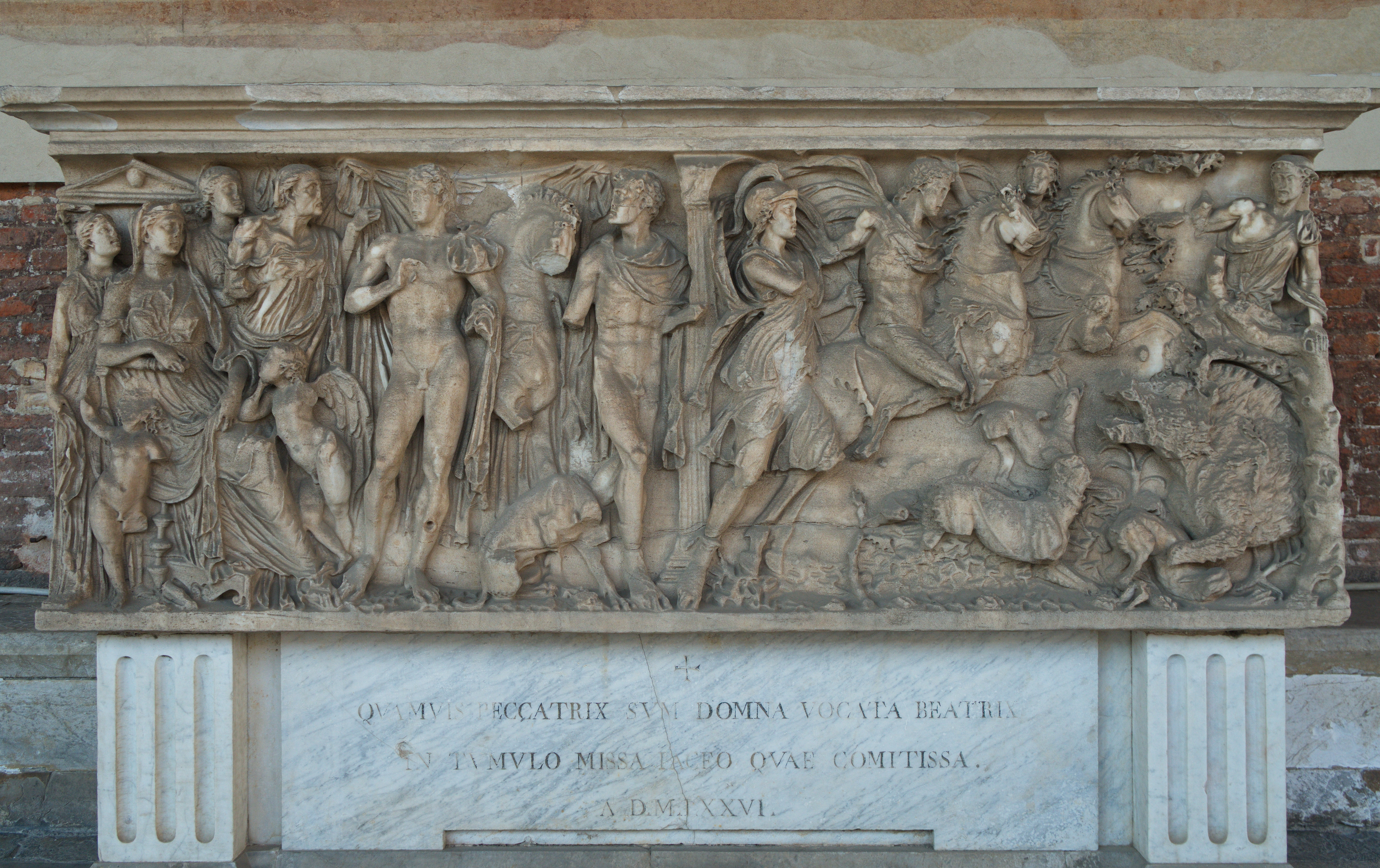
피사의 캄포산토에 있는 '페드라와 히폴리토스 석관', 서기 1~2세기

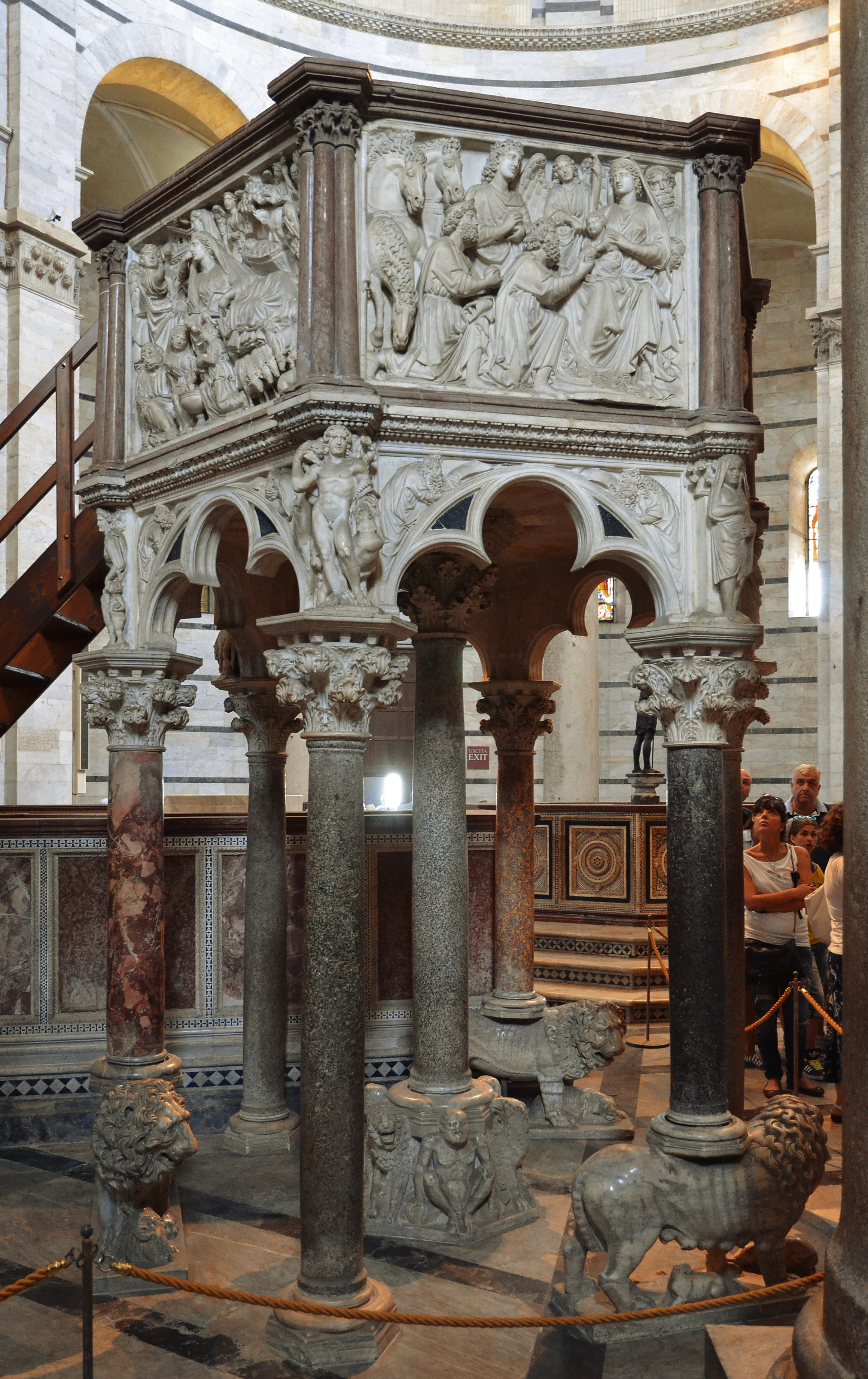
니콜라 피사노의 피사 설교단, 첫 두 개의 부조와 그 아래에 있는 헤라클레스 조각

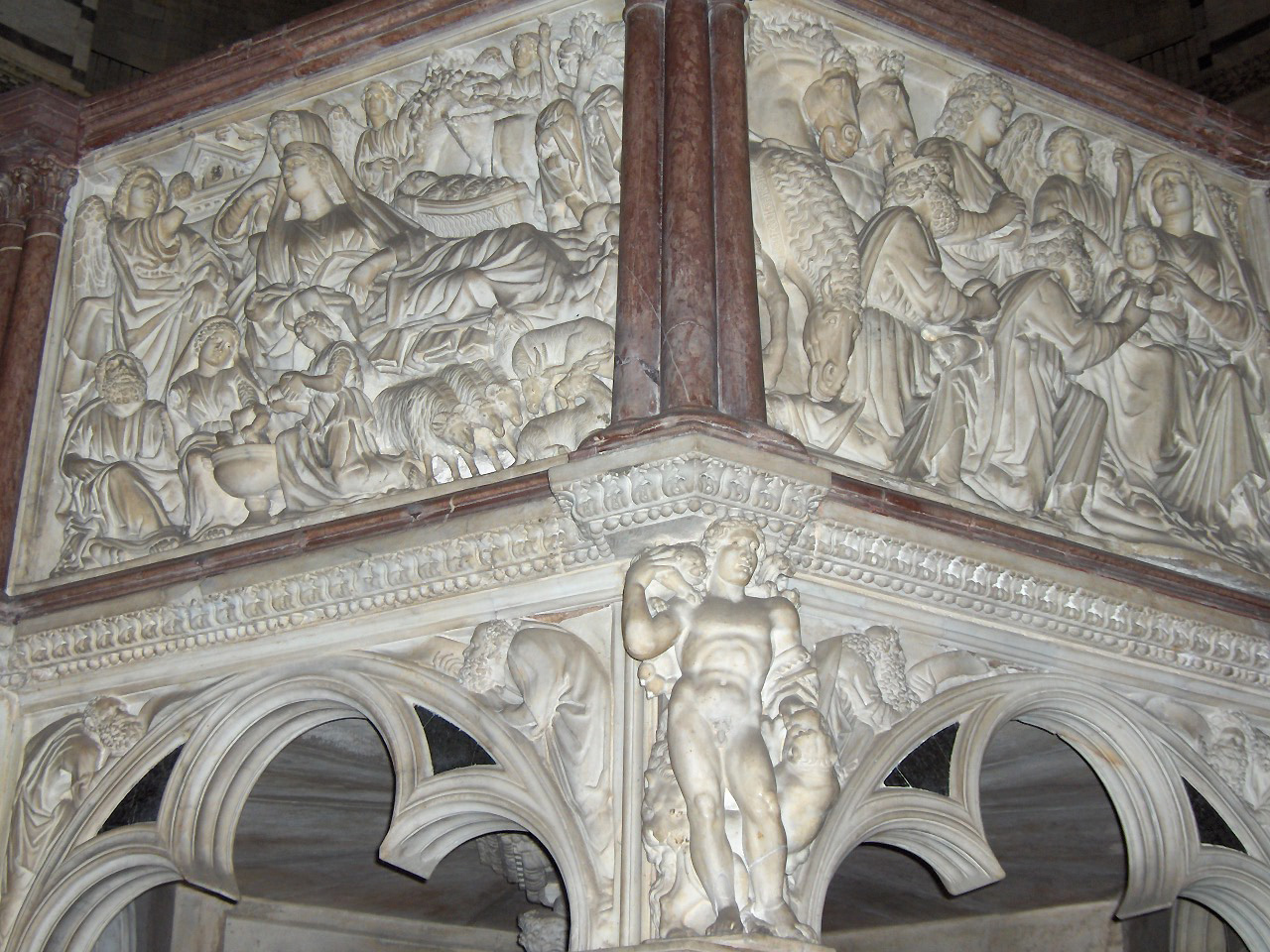
니콜라 피사노의 피사 설교단 중 두 개의 부조와 그 아래에 있는 헤라클레스 조각 부분

설교단은 일곱 개의 기둥 위에 세워져 있으며, 중앙의 높은 기둥은 동물과 텔라몬 조각들이 지탱하고 있다. 바깥쪽 여섯 개의 기둥은 높이가 서로 다르며, 세 개는 사실적으로 조각된 사자 위에 놓여 있고 나머지 세 개는 팔각형 받침대 위에 놓여 있다. 이 기둥들은 오스티아 유적에서 나온 것이다. 고전적인 코린토스식 주두는 세잎 모양의 고딕 아치를 지탱하며, 아치의 스팬드렐에는 예언자 쌍이, ‘십자가형’과 ‘최후의 심판’ 부조 아래에는 복음서 저자들이 조각되어 있다. 아치 사이에는 세례자 요한, 성 미카엘, 그리고 네 가지 덕목인 자선, 용기, 절제, 신중함이 조각되어 있다. ‘용기’의 누드 조각상은 분명히 로마의 헤라클레스 조각에서 비롯되었다.
육각형의 설교단은 흰색 카라라 대리석으로 조각된 다섯 개의 부조로 구성되어 있으며, 그 주제는 그리스도의 생애를 다룬다. 첫 번째 부조는 ‘수태고지’, ‘예수의 탄생’, ‘목자들에게 전하는 수태고지’의 세 장면을 하나로 묶고 있으며, 그 다음은 ‘동방박사의 경배’, ‘예수의 성전 봉헌’, ‘십자가형’, ‘최후의 심판’ 등의 단일 장면으로 이루어져 있다. 이 장면들의 배경은 원래 채색되고 에나멜로 장식되었으며, 인물들의 눈에도 색이 칠해져 있어 종교 주제에 현실감을 더했다. 마지막 두 장면을 제외한 대부분의 부조는 고대 로마 석관 양식을 반영하고 있으며, 인물들은 로마식 튜닉을 입고 있다. ‘성탄’ 장면에 등장하는 누운 마리아는 에트루리아 무덤 조각에서 영향을 받았으며, 머리에 팔리움을 두른 모습은 로마 귀부인의 모습과 닮아 있다. ‘성전에의 봉헌’ 패널에서 성모 마리아는 후기 로마 조각의 여신들처럼 위엄 있는 자세를 취하고 있으며, 성 안나의 얼굴은 노년의 흔적을 강하게 표현하고 있다.
‘최후의 심판’ 장면은 비잔틴 상아 조각에서 영감을 받은 것으로 보이며, ‘십자가형’ 장면은 동시대 프랑스 고딕 예술의 우아함을 보여준다.
이 설교단의 또 다른 영감은 오스티아로 가는 길에 로마에서 보았을 개선문에서 비롯되었을 것으로 추측된다. 설교단의 형식은 동시대 예술과 완전히 다르며, 인물들이 기둥 위에 서 있는 모습은 로마의 콘스탄티누스 개선문 조각과 유사하다. 또한 이 개선문은 부조가 새겨진 애틱층을 갖고 있는데, 이는 설교단과 같은 구조이다.

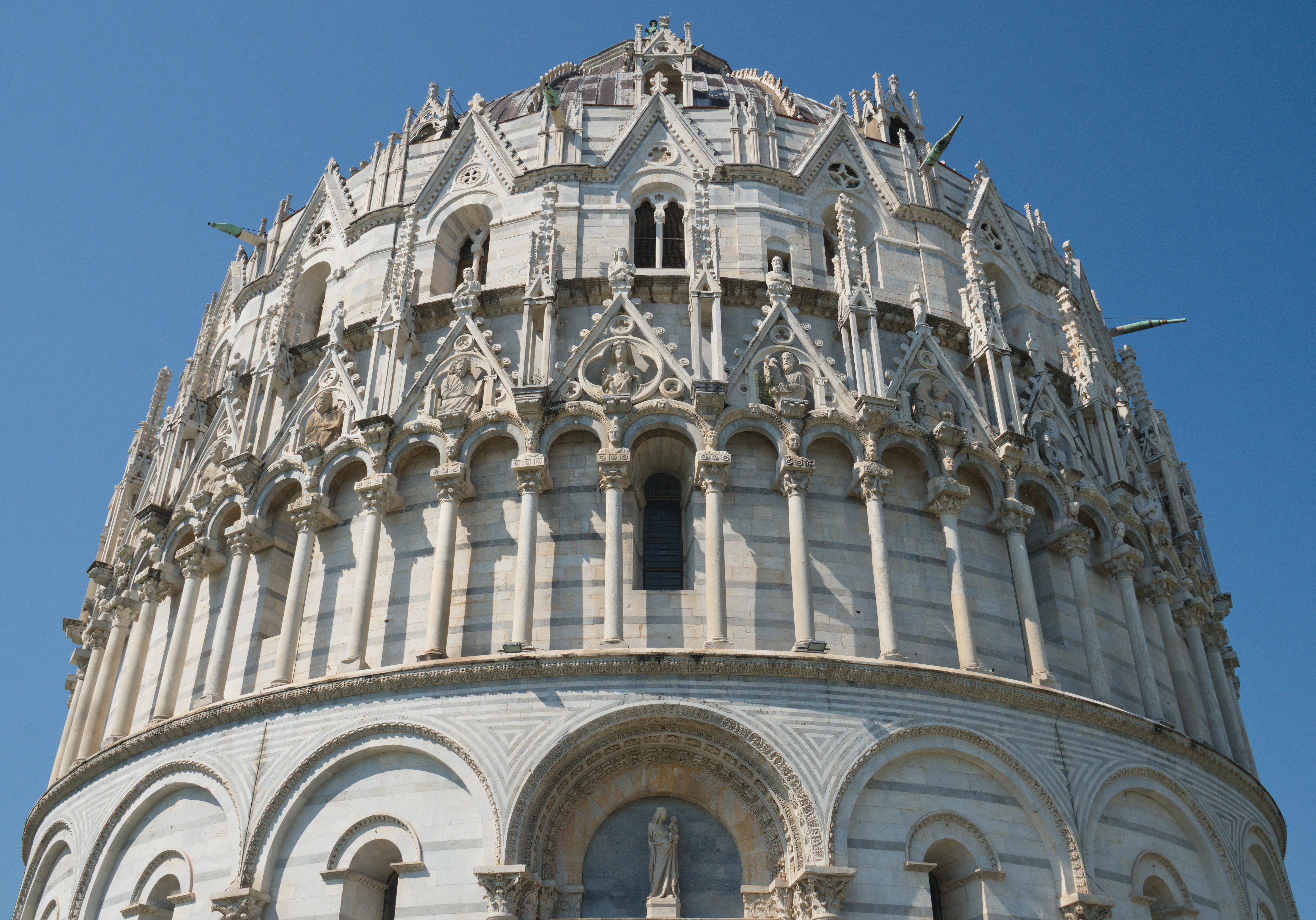
니콜라와 조반니 피사노가 함께 만든 피사 세례당 정면 위쪽의 고딕 아케이드

그는 1260년에서 1264년 사이에 디오티살비가 설계했던 세례당의 돔을 완성했다. 그는 반구형 돔 위에 절단된 원뿔 형태의 작은 돔을 올리는 이중 구조를 적용해 높이를 증가시켰다. 두 줄로 이루어진 트레이서리 장식의 박공은 그의 아들 조반니 피사노가 1277년에서 1284년 사이에 장식했다.

## 성 도미니코의 유해함 (볼로냐)
1264년 그는 볼로냐에 위치한 산 도메니코 성당에서 성 도미니코의 유해함 제작 의뢰를 받았다. 설계는 분명히 그의 작업이지만, 실제 조각에 기여한 정도는 크지 않았던 것으로 보인다. 그는 이미 1265년에 시에나 대성당의 설교단 작업에 착수하고 있었다. 전면은 그의 공방에서 제작되었고, 일부는 니콜라 피사노 자신이, 대부분은 조수 라포 디 리체부토가 제작했다. 이 유해함은 유명 조각가들의 손을 거쳐 거의 500년 후에야 완성되었는데, 참여한 조각가로는 아르놀포 디 캄비오, 프라 굴리엘모 아녤리, 니콜로 델라르카, 젊은 미켈란젤로, 지롤라모 콜텔리니, 조반니 바티스타 보우다르 등이 있다. 전면 패널 ‘성 도미니코가 나폴레오네 오르시니를 부활시키는 장면’의 표정 없는 인물들과 달리, 성 도미니코의 얼굴은 매우 생생하게 표현되어 있어 아르놀포 디 캄비오의 작품으로 간주된다.

## 시에나 대성당 설교단
1265년 9월, 그는 시에나 대성당의 대리석 설교단 제작을 의뢰받았다. 이 설교단은 카라라 대리석으로 제작되었으며, 1265년 말부터 1268년 11월까지 그의 아들 조반니 피사노와 조수 아르놀포 디 캄비오, 라포 디 리체부토, 기타 여러 예술가들의 참여로 조각되었다.
이는 대성당에서 현존하는 가장 오래된 작품으로, 피사 설교단으로 쌓은 그의 명성 덕분에 의뢰되었다. 이 설교단은 피사의 설교단과 유사하지만 더 크고 야심 찬 작품으로, 그의 걸작으로 평가된다. 설교단 전체의 주제는 구원 교리와 최후의 심판을 중심으로 구성되어 있다.

## 피스토이아와 페루자
1273년 7월, 그는 피스토이아의 산 야코포 오페라(Operai di San Jacopo)로부터 피스토이아 대성당의 산 야코포 제단 제작을 의뢰받았으며, 이 작업은 아들 조반니와 함께 작업했다. 산 야코포 예배당은 1786년에 철거되었다. 세 명의 여성 인물이 조각된 성수대는 이와 같은 시기에 제작된 것으로 보인다. 조반니 피사노는 이후 같은 대성당에서 자신의 첫 번째 설교단을 만들게 된다.

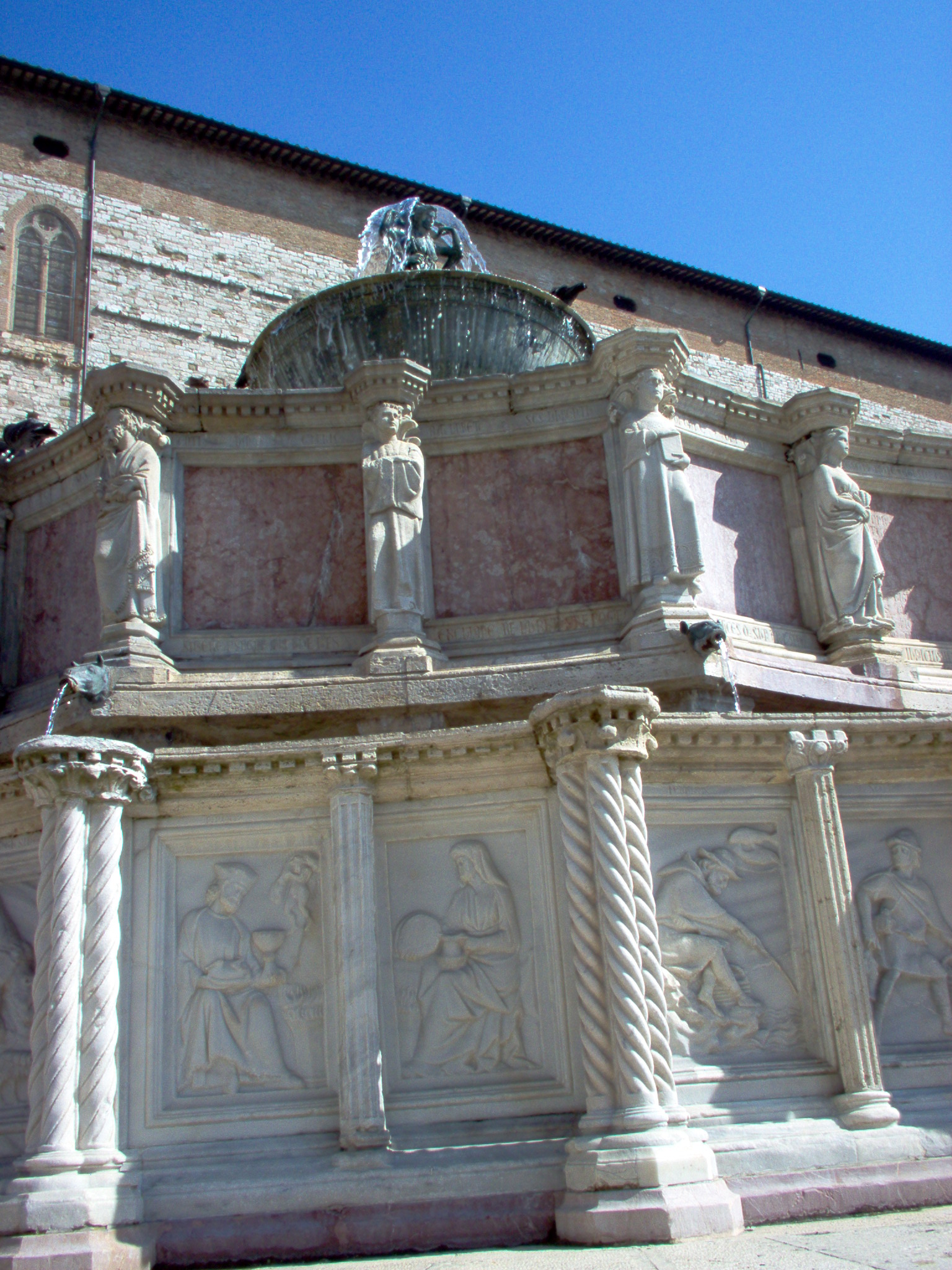
페루자에 있는 폰타나 마조레의 부조

그의 마지막 주요 작품은 페루자의 폰타나 마조레(‘큰 분수’, 1277~1278)의 부조 패널이었다. 이 분수는 프라 베비냐테와 보닌세냐가 설계했으며, 세 개의 층으로 구성되어 있다. 조각은 확실히 니콜라 피사노의 섬세한 손길을 보여주지만, 실제 조각의 대부분은 아들 조반니 피사노와 그의 조수들이 수행했다. 세부 표현의 풍부함과 도상학적 표현에서 이 마지막 작품은 프랑스 고딕 예술에 한층 가까워진 양상을 보인다.

## 결론
고대 예술에 영향을 받았지만, 니콜라는 단순한 모방자가 아니었다. 그의 인물들은 고대 전형에 대한 깊은 이해와 치밀한 연구를 바탕으로 탄생한 독창적인 창조물이었다. 그의 작품은 이탈리아 르네상스 조각의 가장 중요한 선구자로 간주된다. 많은 이탈리아 르네상스 미술사 개설서들은 1260년, 니콜라 피사노가 피사 세례당 설교단에 날짜를 새긴 해를 기점으로 시작된다.
한편, 시에나 대성당의 설교단에서 보이듯, 그는 여전히 당시의 고딕 예술에 깊이 연관되어 있었다. 이는 아들 조반니 피사노가 고대를 그와 같은 방식으로 존중하지 않았기 때문일 수도 있다. 이 두 양식은 여러 세대에 걸쳐 공존했으며, 15세기 초에는 고전주의 르네상스보다 국제 고딕 양식이 잠시 더 인기 있었던 시기도 있었다.
니콜라 피사노는 13세기 토스카나 조각을 고전 예술 요소와 결합된 방향으로 이끌었으면서도 북유럽에서 유입된 고딕 양식과의 연결을 유지했다. 그의 고전 양식의 진정한 계승자는 아르놀포 디 캄비오(1250년경~1302년)였지만, 그의 이른 죽음으로 인해 아들 조반니 피사노가 자신만의 프랑스 고딕과 고전 양식의 혼합을 추구할 수 있게 되었다.
조르조 바사리는 그의 《미술가 열전》에 니콜라 피사노의 전기를 실었다.

## 참고 문헌
- Benezit, E. (1976). 《Dictionnaire des Peintres, Sculpteurs, Dessinateurs et Graveurs》 (프랑스어). Paris: Librairie Gründ. ISBN 2-7000-0155-9.
- 본 문서에는 현재 퍼블릭 도메인에 속한 브리태니커 백과사전 제11판의 내용을 기초로 작성된 내용이 포함되어 있습니다.